# Gary Dillon
Gary Kevin Dillon (Toronto, 28 febbraio 1959) è un ex hockeista su ghiaccio canadese.
È fratello minore di Wayne, anch'egli ex-giocatore di hockey su ghiaccio professionista.

## Carriera
Gary Dillon si formò giocando nella Ontario Major Junior Hockey League con la maglia dei Toronto Marlboros. Giocò per quattro stagioni dal 1975 fino al 1979 collezionando ben 394 punti in 271 partite disputate, venendo nominato anche nell'All-Star First Team della lega nella stagione 1978-79. Quello stesso anno Dillon fu selezionato nel Draft al quinto giro dai Colorado Rockies.
Dillon esordì nel professionismo nell'organizzazione dei Rockies nella stagione 1979-1980, giocando nella Central Hockey League con i Fort Worth Texans. Nella stagione successiva, nonostante un infortunio alla gamba che lo costrinse a perdere parte dell'annata, Dillon esordì in National Hockey League giocando 13 partite con i Rockies. Alla sua prima gara fu autore di una rete nella sfida contro i Calgary Flames. Divenuto free agent nel 1981 firmò con i Quebec Nordiques per poi disputare la stagione con i Fredericton Express in AHL.

## Palmarès

### Individuale
- OMJHL All-Star First Team: 1

1978-1979